# Festa di classe
Festa di classe è stato un programma televisivo italiano di genere varietà e game show, in onda su Rai 2 per due edizioni. Il programma, ispirato ad un format danese, prevedeva una gara fra un uomo e una donna, entrambi VIP, che venivano messi di fronte ai loro compagni di scuola, in una specie di festa che prevedeva diverse "sorprese". Il premio finale era una pizza da mangiare insieme a fine trasmissione dopo essere andati a spasso per Roma a bordo di uno Scuolabus. La prima edizione è stata condotta, nella primavera del 1999, da Amadeus, per 14 puntate dal 21 marzo al 25 giugno. La seconda edizione, in onda nell'autunno dello stesso anno, per 7 puntate dal 17 settembre al 29 ottobre, venne inizialmente affidata ad Enrico Bertolino che, rivelatosi poco adatto al ruolo di conduttore, venne sostituito dalla quarta puntata da Pippo Franco.

## Prima edizione
La prima edizione della trasmissione, che segnava il debutto sulle reti Rai di Amadeus, vedeva come autori Stefano Santucci, Stefano Jurgens, Andrea Lovecchio e Stefano Vicario. Quest'ultimo firmava anche la regia. Del cast della trasmissione, in onda dal Teatro 12 di Cinecittà con una scenografia firmata da Gaetano Castelli, faceva parte anche il Maestro Gianni Mazza che con la sua orchestra, e talvolta con l'aiuto di cantanti ospiti, proponeva intermezzi musicali legati agli anni scolastici degli ospiti. Partito alla domenica sera, dall'ottava puntata il programma è andato in onda al venerdì.
La prima prova a cui i concorrenti vip venivano sottoposti era quella di individuare tra il pubblico gli ex compagni di classe e formare così la propria squadra con la quale affrontare una serie di prove, sempre legate a temi scolastici. Le prove, sia di tipo fisico che a forma di quiz, variavano di puntata in puntata, adattandosi ai personaggi ospiti della puntata. Nel corso della trasmissione intervenivano talvolta anche professori e familiari dei vip in gara.
| Puntata | Messa in onda  | Concorrenti                           |
| ------- | -------------- | ------------------------------------- |
| 1       | 21 marzo 1999  | Christian De Sica e Debora Caprioglio |
| 2       | 28 marzo 1999  | Alba Parietti e Peppe Quintale        |
| 3       | 4 aprile 1999  | Laura Freddi e Giorgio Mastrota       |
| 4       | 11 aprile 1999 |                                       |
| 5       | 18 aprile 1999 |                                       |
| 6       | 25 aprile 1999 |                                       |
| 7       | 2 maggio 1999  |                                       |
| 8       | 7 maggio 1999  | Simona Ventura e Pippo Franco         |
| 9       | 14 maggio 1999 |                                       |
| 10      | 21 maggio 1999 |                                       |
| 11      | 28 maggio 1999 | Rosario Fiorello e Alessia Merz       |
| 12      | 4 giugno 1999  |                                       |
| 13      | 11 giugno 1999 |                                       |
| 14      | 25 giugno 1999 |                                       |

## Spin-off
Nel 2004 venne realizzata una riedizione dal titolo Compagni di squola, condotta da Pino Insegno con la partecipazione di Giulia Montanarini, Antonella Mosetti e con Giampiero Mughini nel ruolo del Preside.
Furono proposti anche dei giochi da tavolo ispirati alla trasmissione.